# Вежъю
Вежъю (коми Вежъю) — посёлок в Койгородском районе Республики Коми России. Входит в состав сельского поселения Ужга. Численность населения посёлка составляет 216 человек (2023).

## История
Основан в 1930-х годах. В 1939 году упомянут как лесоучасток Вежъю-устье с населением 16 человек. В 1949 году числилось 122 высланных: 78 «бывших кулаков», 2 немца и 42 «власовца». В списке населённых пунктов Коми АССР 1956 года упоминается как посёлок лесозаготовителей Вежъю.

## География
Посёлок находится в юго-западной части Республики Коми, в пределах юго-восточной части северного склона Северных Увалов, на левом берегу реки Лэпъю, вблизи места впадения в неё реки Вежъю, на расстоянии примерно 20 километров (по прямой) к северо-северо-востоку (NNE) от села Койгородок, административного центра района. Абсолютная высота — 135 метров над уровнем моря.
Климат
Климат характеризуется как умеренно континентальный, с продолжительной морозной зимой и коротким летом. Средняя температура воздуха самого тёплого месяца (июля) составляет 16,6 °C (абсолютный максимум — 35 °С); самого холодного (января) — −14,9 °C (абсолютный минимум — −45 °С). Среднегодовое количество атмосферных осадков составляет 622 мм.
Часовой пояс
Вежъю, как и вся Республика Коми, находится в часовой зоне МСК (московское время). Смещение применяемого времени относительно UTC составляет +3:00.

## Население
| 1989 | 2002 | 2010 |
| ---- | ---- | ---- |
| 576  | ↘424 | ↘325 |

По данным администрации Койгородского района, на 1 января 2023 года в посëлке Вежъю проживает 216 человек.
Гендерный состав
По данным Всероссийской переписи населения 2010 года в гендерной структуре населения мужчины составляли 47,7 %, женщины — соответственно 52,3 %.
Национальный состав
Согласно результатам переписи 2002 года, в национальной структуре населения русские составляли 49 % из 424 чел., коми — 31 %.